# Nicolas Dubreuil
Pour les articles homonymes, voir Dubreuil.
 (mai 2016).
Nicolas Dubreuil, né en 1969, est un aventurier français, spécialiste des milieux polaires.

## Biographie

### Débuts
En 1987, alors qu'il vient d'entamer des études d'informatique à Paris, Nicolas Dubreuil effectue une randonnée de Port McNeill, sur la côte Ouest du Canada à l'Alaska. En 1995, il accomplit des raids en ski en Suède puis en Alaska.

### Expertise polaire
En 1996, il devient guide pour l'agence Grand Nord Grand Large, spécialisée dans les voyages polaires, tout en restant maître de conférences en informatique[réf. nécessaire]. Il se rend au Groenland et il y retourne régulièrement. Il apprend le groenlandais[réf. nécessaire].
En février 2001, près d'Upernavik sur la côte Nord du Groenland, il tombe dans l'eau gelée à deux reprises mais est secouru par deux Groenlandais,. Nicolas Dubreuil apprend à chasser l'ours et le phoque, à pêcher le flétan, à dépecer le phoque et à atteler des chiens. Il étudie les détails de fabrication du kayak, du harpon et du traîneau.
À 34 ans, il quitte son poste à l'université et finance ses voyages en tant que guide en donnant des conférences sur les milieux polaires pour des lycées, des associations et des entreprises. Il devient fixeur pour le cinéma et la télévision. Il accompagne les équipes de tournage au village de Kullorsuaq et travaille pour Paris Match, les émissions Thalassa, Faut pas rêver et le Journal de 13 h de TF1[réf. nécessaire]. Il se rend à nouveau au Groenland, au Spitzberg, en Alaska, au Canada, au Nunavut, en Islande, en Sibérie, au Pôle Nord et en Antarctique. Il intègre en 2005 la Compagnie du Ponant en tant que guide naturaliste puis chef d’expédition, ce qui lui permet de se rendre en Antarctique et aux îles sub-antarctiques. 
En 2016, le croisiériste Ponant lance la construction du Commandant Charcot, un paquebot brise-glace utilisant comme carburant le gaz naturel liquéfié. N. Dubreuil contribue au projet en mettant en place les procédures destinées à soi-disant minimiser l’impact des activités touristiques sur l’environnement et en définissant les itinéraires[réf. nécessaire].

### Kullorsuaq
Kullorsuaq est un village situé à l'entrée de la Baie de Melville au Groenland. Nicolas Dubreuil participe à la vie quotidienne du village, à la chasse, aux anniversaires, aux jeux de force. Il y achète une maison en 2009. En France, il tente de partager ses connaissances sur la culture inuit par des interventions dans les médias et ses ouvrages Aventuriers des glaces, Kullorsuaq, un village aux confins du Groenland et Akago. À l'été 2013, il fait venir en France deux habitants de Kullorsuaq. Durant ce périple incluant Paris, Bordeaux, Strasbourg et la Suisse, il tourne avec eux le court-métrage Inupiluk, produit par Envie de Tempête Productions. Le film met en scène les deux chasseurs inuit débarquant en France, accueillis par deux jeunes parisiens. Inupiluk est suivi du long métrage Le Voyage au Groenland en 2016, qui raconte cette fois la visite de deux Français à Kullorsuaq. 

### Aventure et handicap
Nicolas Dubreuil organise une expédition au Groenland avec des enfants sourds et des élèves en difficulté scolaire, puis la traversée de la calotte glaciaire groenlandaise aux côtés de trois handicapés physiques en 2007. Il se rapproche ensuite d’associations qui accompagnent les handicapés, et élabore diverses expéditions en Arctique et en Antarctique qui réunissent handicapés et valides,.  

### Tourisme
En tant que chef du département "expédition" de la Compagnie du Ponant, Nicolas Dubreuil définit les itinéraires de croisières dans les régions polaires et tropicales. Il met en place un protocole de repérage qui, selon lui, repose sur les connaissances, les études et les volontés des communautés et des organismes locaux afin de construire un tourisme durable,. Il quitte la compagnie Ponant en 2020 pour fonder Sedna, une société de conseil et d’expertise polaire.

## Publications
- Nicolas Dubreuil et Michel Moutot, Aventurier des glaces, Paris, Éditions La Martinière, 26 avril 2012, 208 p. (ISBN 978-2-7324-4904-3)
- Nicolas Dubreuil et Ismaël Khelifa, Mystères Polaires, Paris, Éditions La Martinière, 25 avril 2013, 234 p.  (ISBN 9782732455921)
- Nicolas Dubreuil et Tiphaine Périn, Kullorsuaq, un village aux confins du Groenland, Paris, Éditions La Martinière, 24 octobre 2013, 144 p.  (ISBN 9782732459165)
- Nicolas Dubreuil et Ismaël Khelifa, Akago, Paris, Éditions Robert Laffont, 21 avril 2016, 252 p.  (ISBN 9782221159583)